# Nicola de Marco
Nicola de Marco (ur. 28 sierpnia 1990 roku w Pordenone) – włoski kierowca wyścigowy.

## Kariera
De Marco rozpoczął karierę w wyścigach samochodowych w 2006 roku od startów w edycji zimowej Włoskiej Formuły Renault. Z dorobkiem 50 punktów uplasował się tam na dziewiątej pozycji w klasyfikacji generalnej. W późniejszych latach pojawiał się także w stawce Formuły Azzurra, Włoskiej Formuły 3, Grand Prix Makau, Hiszpańskiej Formuły 3, Formuły 2, International GT Open oraz Spanish GT Championship.
W Mistrzostwach Formuły 2 startował w latach 2009-2010. W 2009 roku dwukrotnie stawał na podium, a rok później już dwukrotnie zwyciężał. Uzbierane odpowiednio 25 i 98 punktów dało mu odpowiednio dziesiąte i ósme miejsce w końcowej klasyfikacji kierowców.

## Statystyki
| Sezon | Seria                                  | Zespół            | Wyścigi | Zwycięstwa | PP | NO | Podium | Punkty | Pozycja |
| ----- | -------------------------------------- | ----------------- | ------- | ---------- | -- | -- | ------ | ------ | ------- |
| 2006  | Formula Azzurra                        | Durango           | 14      | 3          | 3  | 2  | 5      | 57     | 3       |
| 2006  | Włoska Formuła Renault (edycja zimowa) | Durango           | 4       | 0          | 0  | 0  | 0      | 50     | 9       |
| 2007  | Włoska Formuła 3                       | Lucidi Motors     | 16      | 0          | 1  | 1  | 6      | 67     | 6       |
| 2008  | Hiszpańska Formuła 3                   | RP Motorsport     | 17      | 2          | 0  | 0  | 3      | 75     | 4       |
| 2008  | Grand Prix Makau                       | RC Motorsport     | 1       | 0          | 0  | 0  | 0      | N/A    | 19      |
| 2009  | Formuła 2                              | MotorSport Vision | 16      | 0          | 1  | 1  | 2      | 25     | 10      |
| 2010  | Formuła 2                              | MotorSport Vision | 18      | 2          | 1  | 2  | 2      | 98     | 8       |
| 2011  | International GT Open                  | Sport & You       | 6       | 0          | 0  | 0  | 0      | 38     | 27      |
| 2011  | International GT Open - GTS            | Sport & You       | 6       | 0          | 0  | 0  | 4      | 30     | 13      |
| 2013  | Spanish GT Championship - GTS          | Kessel Racing     | 4       | 0          | 0  | 0  | 1      | 0      | NS†     |
| 2013  | International GT Open - GTS            | Kessel Racing     | 10      | 0          | 0  | 0  | 2      | 38     | 11      |

† – de Marco nie był zaliczany do klasyfikacji